# Alegeri în Kazahstan
Kazahstanul și-a declarat independența de URSS și suveranitatea la sfârșitul anului 1990. A fost ultima republică sovietică ce și-a declarat independența. Sistemul de guvernământ din Kazahstan este cel de republică prezidențială, cu tendințe puternice spre un regim autoritar. Primul și singurul președinte este Nursultan Nazarbayev.
Alegerile în Kazahstan sunt ținute la nivel național pentru a se alege Președintele și Parlamentul (corp bicameral). Alegerile sunt administrate de către Comisia Centrală Electorală a Republicii Kazahstan.  După obținerea independenței, Kazahstanul a rămas un stat cu un singur partid dominant. Acest partid este o uniune de mai multe partide și a fost ales în 2007. Partidele de opoziție sunt prezente dar nu au șanse reale de a ajunge la putere.

## Ultimele alegeri prezidențiale
Președintele Kazahstanului este ales de către popor și conduce pentru cel mult două mandate de 7 ani. Însă acești termini limită au fost eliminați pentru președintele Nursultan Nazarbayev. Ultimele alegeri din Kazahstan au avut loc pe 4 decembrie 2005. Nursultan Nazarbayev, la putere din 1989, a câștigat un nou mandat de 7 ani împotriva a 4 alți candidați. Candidaților opoziției le-a fost permis acces la media, însă acesta a fost restricționat. După relatările observatorilor electorali străini, candidații opoziției au suferit numeroase hărțuiri. Organizația pentru Securitate și Cooperare în Europa (OSCE) a criticat alegerile, catalogându-le incorecte dar observând totuși îmbunătățiri. A fost un număr de aproximativ 1600 de observatory pentru a monitoriza alegerile, dintre care 465 au fost membri OSCE. Aceștia s-au arătat profunde neumțumiți de felul cum s-au desfășurat alegerile. Următoarele alegeri prezidențiale vor avea loc în 2012
Legislatura sau Parlamentul are 2 camere: Mazhilis (Camera Inferioară) și Senatul (Camera Superioară). Mazhilis are 77 de scaune în timp ce Senatul are un număr de 47 de membri. Ultimele alegeri parlamentare din Kazahstan au avut loc pe 18 august 2007. Partidul președintelui a obținut 88% din voturi și a câștigat astfel toate locurile disponibile. Nici unul din celelalte 6 partide ce concurau la alegeri nu a obținut peste pragul de 7% pentru a putea câștiga locuri în Parlament. Deși la televizor alegerile au fost declarate “un adevărat pas către democrație”, observatorii OSCE au fost din nou nemulțumiți de felul cum s-au desfășurat acestea. Următoarele alegeri parlamentare sunt programate pentru 2011.